# Јусеф ел Камаш
Јусеф ел Камаш (арап. يوسف القماش, романизовано Youssef El-Kamash; Александрија, 20. јул 1995) египатски је пливач чија специјалност су трке прсним стилом. Вишеструки је национални првак и освајач медаља са Афричких игара.
Студирао је у Сједињеним Државама на Универзитету Гранд кањон у Финиксу.

## Спортска каријера
Први значајнији успех у каријери постигао је на Афричким играма у Бразавилу 2015. где је освојио по две златне и сребрне, и једну бронзану медаљу. 
На светским првенствима у великим базенима дебитовао је у руском Казању 2015, а за репрезентацију Египта такмичио се и на првенствима у Будимпешти 2017. и Квангџуу 2019. године. Ни на једном од тих првенстава није успео да прође кроз квалификације и пласира се у полуфиналне, односно финалне трке. 
Такмичио се и на светским првенствима у малим базенима у Виндзору 2016. и Хангџоуу 2018, такође без неких запаженијих резултата. На Медитеранским играма у Тарагони 2018. је успео да се пласира у финала све три појединачне трке прсним стилом, а најбољи резултат је остварио у трци на 100 прсно коју је окончао на петом месту. 
На Афричким играма у Казабланци 2019. освојио је чак 5 сребрних медаља. 